# Fußball-Eltern
Fußball-Eltern (Originaltitel: Voetbalouders) ist eine niederländische Comedy-Fernsehserie, die am 16. Mai 2025 auf Netflix veröffentlicht wurde.

## Inhalt
Im Mittelpunkt der Serie steht Lillian, deren Sohn Levi in eine neue Jugendfußballmannschaft aufgenommen wird. Schon beim ersten Training wird Lillian mit dem überengagierten Verhalten anderer Eltern konfrontiert, insbesondere mit Marenka, die das Geschehen rund um das Team dominiert. Während Lillian bemüht ist, sich dem Verhalten der anderen Eltern zu entziehen, findet Levi in einem Mitspieler schnell einen neuen Freund.

## Produktion
Die Serie wurde von Ilse Warringa, bekannt aus der Serie De Luizenmoeder, mitentwickelt und spielt auch die Hauptrolle. Regie führten Warringa und Albert Jan van Rees. Produziert wurde die Serie von Erwin Godschalk und Maarten van Dijk, die Kameraarbeit übernahm Sal Kroonenberg.
Die Serie wurde am 16. Mai 2025 auf der Streaming-Plattform Netflix veröffentlicht.

## Besetzung und Synchronisation
Die deutschsprachige Synchronisation entstand nach den Dialogbüchern von Robert Golling und Sandra Keding sowie unter der Dialogregie von Bianca Krahl durch die Synchronfirma EVA Studios Germany in Berlin.
| Rolle   | Schauspieler            | Synchronsprecher  |
| ------- | ----------------------- | ----------------- |
| Lilian  | Eva van Gessel          | Nicole Hannak     |
| Levi    | Yosef Weijers           | Hannes Klufmüller |
| Marenka | Ilse Warringa           | Anna Carlsson     |
| Arlette | Mariana Aparicio Torres | Yvonne Greitzke   |
| Sandra  | Leonoor Koster          | Bianca Krahl      |
| Yusuf   | Gürkan Küçüksentürk     | Kim Hasper        |
| Jacco   | Bas Hoeflaak            | Tim Sander        |
| Edwin   | Guido Pollemans         | Marius Clarén     |

## Episodenliste
Die komplette Staffel wurde am 16. Mai 2025 auf Netflix sowohl im Original als auch auf Deutsch erstveröffentlicht.
| Nr. (ges.) | Nr. (St.) | Deutscher Titel   | Originaltitel       | Regie                              | Drehbuch      |
| ---------- | --------- | ----------------- | ------------------- | ---------------------------------- | ------------- |
| 1          | 1         | Die Neuen         | De nieuwkomers      | Ilse Warringa, Albert Jan van Rees | Ilse Warringa |
| 2          | 2         | Die Kabinenmutter | De kleedkamermoeder | Ilse Warringa, Albert Jan van Rees | Ilse Warringa |
| 3          | 3         | Das Schlachtfeld  | Het slachtveld      | Ilse Warringa, Albert Jan van Rees | Ilse Warringa |
| 4          | 4         | Das Herbstturnier | Het herfsttoernooi  | Ilse Warringa, Albert Jan van Rees | Ilse Warringa |
| 5          | 5         | Die Vogelparty    | Het vogelfeestje    | Ilse Warringa, Albert Jan van Rees | Ilse Warringa |
| 6          | 6         | Fußball ist Krieg | Voetbal is oorlog   | Ilse Warringa, Albert Jan van Rees | Ilse Warringa |